# サミュエル・リトル
サミュエル・リトル（英語: Samuel Little、1940年6月7日 - 2020年12月30日）は、アメリカ合衆国のシリアルキラーである。リトルは1970年から2005年の間に93人の女性を殺害したと自供し、連邦捜査局 (FBI) の凶悪犯逮捕プログラム (ViCAP) は、そのうち60件以上にリトルが実際に関与したとしている。2024年現在、これはアメリカ史上最多の連続殺人である。リトルが描いた被害者の似顔絵は、身元不明の犠牲者の特定のためにFBIが公開している。

## 生涯
サミュエル・リトルは、1940年6月7日にジョージア州レイノルズでサミュエル・マクダウェルとして生まれた。リトルは母親のベッシー・メイ・リトルは10代の売春婦で自分を捨てたと主張した。当局は母親が刑務所に入っている間にリトルを産んだのではないかと考えている。
リトルが生まれた年の国勢調査によると、母親はメイドとして働き、父親は19歳のポール・マクダウェルであった。生まれて間もなくリトルの家族はオハイオ州ロレインに移り住み、そこでリトルは主に祖母によって育てられた。
彼は中学校の頃から素行と成績に問題があり、彼自身の証言によると、幼少の頃、幼稚園の先生が女性の首を触っているのを見たことから、女性の首を絞めるという性的な妄想を抱くようになり、10代の頃には女性の首を絞める様子を描いたクライムマガジンを集めていたという。
1956年、ネブラスカ州オマハで建造物侵入の有罪判決を受けたリトルは少年院に収容された。この頃には彼の母親は既に住所不定だったようである。リトルは1961年に家具店への不法侵入により3年間刑務所に収監され、1960年代後半に母親と暮らすためにフロリダに移り住み、彼自身の証言によれば不定期に墓地作業員や救急車の乗務員として働いていたという。
その後「より広範囲を旅するようになり、より多くの犯罪を犯すようになった。」と彼は言い、1975年までに飲酒運転、詐欺、万引き、武装強盗、加重暴行、レイプ、公務執行妨害等の罪により11の州で26回逮捕された。刑務所ではボクシングを始め、ミドル級のボクサーとして賞金を稼いでいたという。

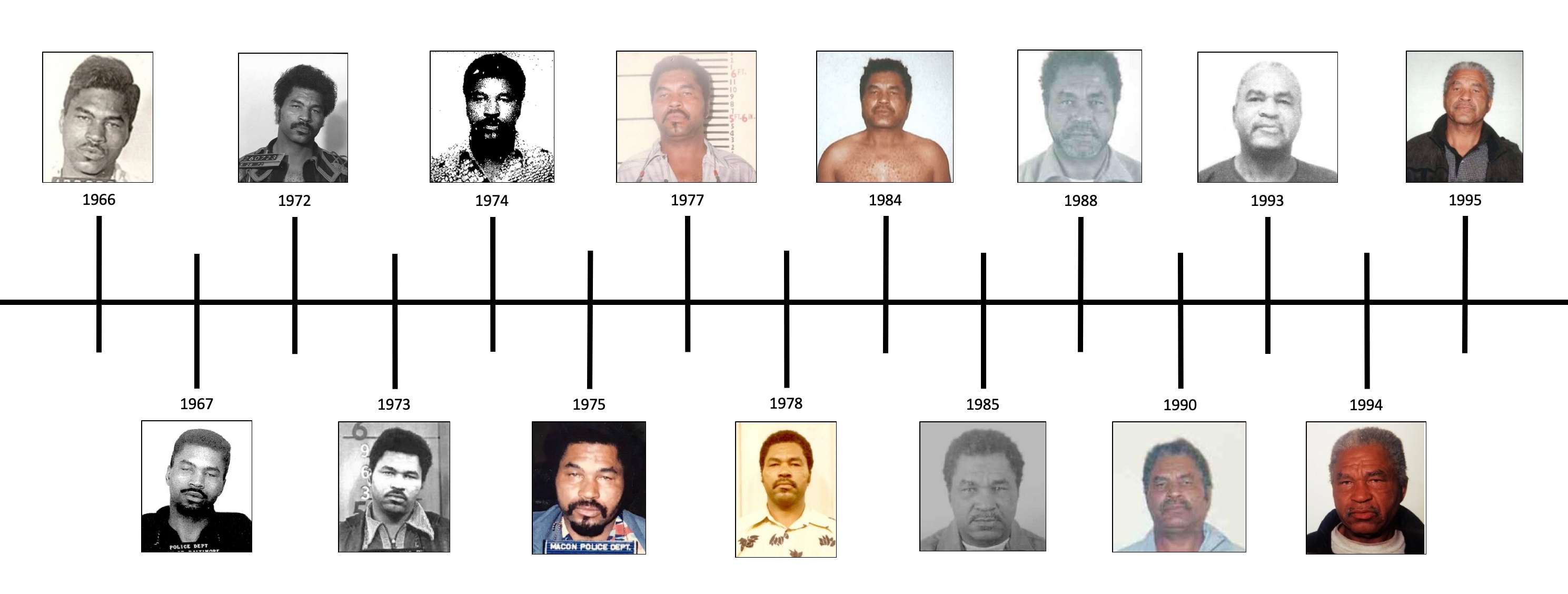
1966年から1995年にかけてのリトルのマグショット

2012年、サミュエル・リトルはケンタッキー州のホームレス保護施設で薬物関連の罪で逮捕され、カリフォルニア州に身柄を移送された。取り調べを通じDNA鑑定が行われた結果、1987年-1989年にかけてロサンゼルスで発生した3件の未解決殺人事件に関与した疑いが浮上。2014年、女性3人を殺害した罪で終身刑となった。その後、サミュエル・リトルは、服役先のテキサス州の刑務所で次々と殺人事件を起こしていたことを自白。2018年までに自白した殺人事件の件数は93件に上り、うち60件が捜査当局により確認されている。
2019年、アメリカの連邦捜査局 (FBI) は、リトル容疑者が93人の殺害を自供、50件の殺害が裏付けられることからリトル容疑者を"アメリカ史上最悪の連続殺人犯"であると発表した。